# Homenaje a
Homenaje a —estilizado como Homenaje a...— fue un concurso de canto transmitido a través de la señal de Azteca Trece en 2003, donde reunía a los exparticipantes de La Academia —primera y segunda generación—, los participantes se disputaban por un premio económico de $ 100, 000 M.X.N. semanales en cada concierto. Algunos conciertos incluía ciertos invitados, así como un posicionamiento de los primeros 4 lugares de la competencia o incluso eliminados, fue presentado por Alan Tacher.
Es el segundo Spin-off de La Academia. En este concurso se «homenajean» a cantantes y compositores.
Inició transmisiones el 20 de julio de 2003 y culminó el 28 de septiembre del mismo año para dar paso a Estrellas de novela.
Este fue el último programa realizado en los Estudios Ajusco.

## Programas
Homenajes: 
1. Homenaje a Celia Cruz.
2. Homenaje a Manuel Alejandro.
3. Homenaje a Juan Gabriel.
4. Homenaje a Tres grandes de España (Miguel Bosé, Camilo Sesto y Alejandro Sanz).
5. Homenaje a Grandes Grupos.
6. Homenaje a Grandes Intérpretes.
7. Homenaje a Grandes Éxitos.
8. Homenaje a Grandes Duetos.
9. Homenaje a México.
10. Homenaje a Grandes Canciones.
11. Homenaje a La Academia.

## Participantes

### Primera generación
| Participantes                   |
| Myriam Montemayor Cruz          |
| Víctor Alejandro García Pérez   |
| Miguel Ángel Rodríguez Chapital |
| Yahir Othón Parra               |
| Nadia Yvonne López Ayuso        |
| Antonia Salazar Zamora "Toñita" |
| Raúl Sandoval de la Torre       |
| Estrella Benigbé Veloz Llamas   |
| Laura Isabel Caro Beltrán       |
| María Inés Guerra Núñez         |
| José Antonio de la O Saldivar   |
| Wendolee Ayala González         |
| Alejandro Danel                 |
| Héctor Zamorano Guitar          |

### Segunda generación
| Participantes                     |
| Erika Alcocer Luna                |
| Marco Antonio Moreno "Marco Moré" |
| Manuel Mancillas Dena             |
| Freddy Iván Bautista              |
| Rosalía León Oviedo               |
| Adrián Carvajal                   |
| Enrique Virrueta                  |
| Azeneth González                  |
| Andrea González Romo              |
| Fabricio Martínez                 |
| Ana Lucía Salazar Garza           |
| Alejandra Ondarza                 |
| Víctor Javier Ramos               |
| Mauricio Carrera Carranza         |
| Marvín Mayne Carpio               |

## Conciertos

### Homenaje a Celia Cruz
Opening: Yo viviré (I will survive).
- Intérpretes: Erika, Laura y Héctor.

| Orden | Intérpretes   | Canción (artista original)                            |
| ----- | ------------- | ----------------------------------------------------- |
| 1     | Alejandra     | Burundanga (Celia Cruz)                               |
| 2     | Miguel Ángel  | Angelitos negros (Celia Cruz)                         |
| 3     | Rosalía       | Latinos en Estados Unidos (Celia Cruz y Willie Colón) |
| 4     | Manuel        | Usted abusó (Celia Cruz)                              |
| 5     | Víctor Javier | La negra tiene tumbao (Celia Cruz)                    |
| 6     | Ana Lucía     | Quizás, quizás, quizás (Osvaldo Farrés)               |
| 7     | Freddy        | Guantamanera (Celia Cruz)                             |
| 8     | José Antonio  | Oye como va (Celia Cruz)                              |
| 9     | Antonia       | Quimbara (Celia Cruz)                                 |

Openings finales
| Orden | Intérpretes                                               | Canción (artista original)       |
| ----- | --------------------------------------------------------- | -------------------------------- |
| 1     | Antonia, Rosalia, Alejandra, Ana Lucía                    | Tu voz (Celia Cruz)              |
| 2     | Víctor Garcia, Miguel Ángel, José Antonio, Manuel, Freddy | Cuando salí de Cuba (Celia Cruz) |

| Orden | Intérpretes           | Canción (artista original)                        |
| ----- | --------------------- | ------------------------------------------------- |
| 1     | Erika, Laura y Héctor | Bemba colora, Candela y Hay que empezar otra vez. |

Ganador: Antonia

### Homenaje a Manuel Alejandro
Opening: Detenedla ya, Que no se rompa la noche y Un toque de locura.
- Intérpretes: Nadia, Héctor, Mauricio, Marco, Laura, Andrea, Estrella, Wendolee, Raúl, Enrique y Marco.

| Orden | Intérpretes | Canción (artista original)                            |
| ----- | ----------- | ----------------------------------------------------- |
| 1     | Mauricio    | Esta triste guitarra (Manuel Alejandro)               |
| 2     | Laura       | Este terco corazón (Manuel Alejandro)                 |
| 3     | Wendolee    | Soy rebelde (Manuel Alejandro)                        |
| 4     | Marco       | Lágrimas (Manuel Alejandro)                           |
| 5     | Andrea      | Te propongo separarnos (Manuel Alejandro)             |
| 6     | Héctor      | Por si volvieras (Manuel Alejandro)                   |
| 7     | Enrique     | Voy a perder la cabeza por tu amor (Manuel Alejandro) |
| 8     | Nadia       | Que tal te va sin mi (Manuel Alejandro)               |
| 9     | Estrella    | Quiero dormir cansado (Manuel Alejandro)              |
| 10    | Raúl        | Como yo te amo (Manuel Alejandro)                     |

#### Invitados
| Orden | intérpretes | Canción (artista original)          |
| ----- | ----------- | ----------------------------------- |
| 1     | Adrián      | Caprichosa María (Manuel Alejandro) |
| 2     | Antonia     | Estar enamorado (Manuel Alejandro)  |

Openings finales
| Orden | intérpretes | Canción (artista original) | 1 | Héctor, Marco, Raúl, Mauricio y Enrique | Hay muchas cosas que me gustan de ti |

| Orden | intérpretes                               | Canción (artista original)                                                                |
| ----- | ----------------------------------------- | ----------------------------------------------------------------------------------------- |
| 1     | Laura, Nadia, Andrea, Wendolee y Estrella | Tengo mucho que aprender de ti, Pobre diablo e Insoportablemente bella (Manuel Alejandro) |

Ganador: Raúl

### Homenaje a Juan Gabriel
Opening: Nadie baila como tú, Me gustas mucho, La frontera, Querida y Todo está bien.
- Intérpretes: Adrián, Miguel Ángel, Fabricio, Víctor Javier, Marco, Rosalía, Erika, Laura, Ana Lucía, Estrella y María Inés.

| Orden | intérpretes              | Canción (artista original)                           |
| ----- | ------------------------ | ---------------------------------------------------- |
| 1     | Víctor García y Laura    | He venido a pedirte perdón (a capela) (Juan Gabriel) |
| 2     | María Inés y Rosalía     | Con tu amor (Juan Gabriel)                           |
| 3     | Marco y Estrella         | Abrázame muy fuerte (Juan Gabriel)                   |
| 4     | Erika                    | Te sigo amando (Juan Gabriel)                        |
| 5     | Víctor Javier y Fabricio | La diferencia (Juan Gabriel)                         |
| 6     | Antonia                  | Se me olvidó otra vez (Juan Gabriel)                 |
| 7     | Víctor Javier            | Hasta que te conocí (Juan Gabriel)                   |
| 8     | Marco                    | Te lo pido por favor (Juan Gabriel)                  |
| 9     | Rosalía                  | Pero que necesidad (Juan Gabriel)                    |
| 10    | Laura                    | Caray (Juan Gabriel)                                 |
| 11    | Ana Lucía                | La farsante (Juan Gabriel)                           |
| 12    | Fabricio                 | No se ha dado cuenta (Juan Gabriel)                  |
| 13    | María Inés               | No lastimes más (Juan Gabriel)                       |
| 14    | Miguel Ángel             | No me vuelvo a enamorar (Juan Gabriel)               |
| 15    | Erika                    | Debo hacerlo (Juan Gabriel)                          |
| 16    | Adrián                   | Siempre en mi mente (Juan Gabriel)                   |
| 17    | Estrella                 | Amor eterno (Juan Gabriel)                           |

Openings finales
| Orden | intérpretes                                   | Canción (artista original)     |
| ----- | --------------------------------------------- | ------------------------------ |
| 1     | Miguel Ángel, Víctor Javier, Marco y Fabricio | No tengo dinero (Juan Gabriel) |

| Orden | intérpretes | Canción (artista original) | 1 | María Inés, Ana Lucía, Laura, Erika, Rosalía, Antonia y Estrella | El noa noa (Juan Gabriel) |

| Orden | intérpretes | Canción (artista original)                                          |
| ----- | --- | ------------------------------------------------------------------- |
| 1     | Antonia, Erika, Rosalía, Laura, Erika, María Inés, Víctor García, Víctor Javier, Marco, Fabricio, Adrián, Miguel Ángel, Ana Lucía y Estrella | Fue un placer conocerte, Inocente pobre amigo y me nace del corazón |

Ganador: Víctor García

### Homenaje a Tres Grandes de España (Miguel Bosé, Camilo Sesto y Alejandro Sanz
Opening: Amante bandido, Viviendo de prisa y Fresa salvaje.
- Intérpretes: Adrián, Alejandra, Víctor García, Raúl, Manuel, Marvin, Héctor, Miguel Ángel, Estrella, Antonia, José Antonio, Wendolee y María Inés.

| Orden | intérpretes              | Canción (artista original)                |
| ----- | ------------------------ | ----------------------------------------- |
| 1     | Antonia, Manuel y Marvin | Lo que fui es lo que soy (Alejandro Sanz) |
| 2     | Wendolee                 | Morir de amor (Miguel Bosé)               |
| 3     | Adrián                   | Nena (Miguel Bosé)                        |
| 4     | María Inés               | Te amaré (Miguel Bosé)                    |
| 5     | Alejandra y Héctor       | Bambú (Miguel Bosé)                       |
| 6     | Marvin                   | Duende (Miguel Bosé)                      |
| 7     | Antonia                  | Don diablo (Miguel Bosé)                  |
| 8     | Víctor García            | Morena mía (Miguel Bosé)                  |
| 9     | Raúl                     | Sevilla (Miguel Bosé)                     |
| 10    | Estrella y José Antonio  | Vivir así es morir de amor (Camilo Sesto) |
| 11    | Alejandra                | El amor de mi vida (Camilo Sesto)         |
| 12    | María Inés y Adrián      | Llueve sobre mojado (Camilo Sesto)        |
| 13    | Miguel Ángel             | Jamás (Camilo Sesto)                      |
| 14    | Héctor                   | Melina                                    |
| 15    | Manuel                   | Cuando nadie me ve (Alejandro Sanz)       |
| 16    | José Antonio             | Corazón partio (Alejandro Sanz)           |
| 17    | Miguel Ángel y Wendolee  | Pisando fuerte (Alejandro Sanz)           |
| 18    | Estrella                 | Si tu me miras (Alejandro Sanz)           |

Openings finales
| Orden | intérpretes                                         | Canción (artista original)         |
| ----- | --------------------------------------------------- | ---------------------------------- |
| 1     | Antonia, Alejandra, Wendolee, María Inés y Estrella | Quisiera ser aire (Alejandro Sanz) |

| Orden | intérpretes                                                               | Canción (artista original) |
| ----- | ------------------------------------------------------------------------- | -------------------------- |
| 1     | Adrián, José Antonio, Miguel Ángel, Víctor, Raúl, Marvin, Héctor y Manuel | Salamandra (Miguel Bosé)   |

Ganador: Estrella
Nota: En este conierto se mencionaron a los primeros 4 lugares de posiciones.
1. Estrella
2. Raúl
3. Víctor
4. Miguel Ángel

### Homenaje a Grandes Grupos
Opening: Mi primer millón.
- Intérpretes: Héctor, José Antonio, Freddy, Estrella, Myriam, Erika, Adrián, Wendolee, Marco, Antonia, Víctor Javier, Nadia y María Inés.

| Orden | intérpretes    | Canción (artista original)                                                 |
| ----- | -------------- | -------------------------------------------------------------------------- |
| 1     | Myriam         | Mirame a los ojos (OV7)                                                    |
| 2     | Nadia y Myriam | Hay amor (Pandora)                                                         |
| 3     | Nadia          | Besos de ceniza (Timbiriche)                                               |
| 4     | Antonia        | Te aprovechas (Grupo Límite)                                               |
| 5     | Marco          | Martha tiene un marcapasos (Café Tacvba)                                   |
| 6     | Erika          | Como hemos cambiado (Presuntos Implicados) y Todavía (La factoría)         |
| 7     | María Inés     | No huyas de mí (Kenny y los eléctricos)                                    |
| 8     | Wendolee       | Cuando no estás conmigo (Pandora) y A quién le importa (Alaska y Dinarama) |
| 10    | Freddy         | Dormir soñando (El Gran Silencio)                                          |
| 11    | Víctor Javier  | Pachuco (La Maldita Vecindad)                                              |
| 12    | José Antonio   | Niños sin amor (El Tri)                                                    |
| 13    | Héctor         | Azúcar (Kumbia Kings)                                                      |
| 14    | Adrián         | Las curvas de esa chica (Mecano) y te vi venir (Sin Bandera)               |

Openings finales
| Orden | Intérpretes                             | Canción (artista original)                                               |
| ----- | --------------------------------------- | ------------------------------------------------------------------------ |
| 1     | Adrián, Marco, Freddy, Erika y Estrella | Te vi venir (Sin Bandera), Mentira (La Ley) y Soñador eterno (Intocable) |

| Orden | Intérpretes                                                         | Canción (artista original)                                                                       |
| ----- | ------------------------------------------------------------------- | ------------------------------------------------------------------------------------------------ |
| 1     | Héctor, José Antonio, Víctor Javier, Antonia, Wendolee y María Inés | Morí (Tranzas), La playa (La Oreja de Van Gogh) y Es tan fácil romper un corazón (Miguel Mateos) |

Invitada: Mariana Ochoa - Somos novios
Ganador: Estrella
Eliminado: Víctor Javier

### Homenaje a Grandes Intérpretes
Opening: Torero, Mami y Arrasando.
- Intérpretes: Manuel, Víctor, Enrique, Héctor Nadia, Erika, Estrella, Myriam y Laura.

| Orden | Intérprétes            | Canción (artista original)                      |
| ----- | ---------------------- | ----------------------------------------------- |
| 1     | Estrella               | La puerta de alcalá (Ana Belén y Víctor Manuel) |
| 2     | Alejandro              | Mi gran noche (Raphael)                         |
| 3     | Nadia                  | Bidi bidi, bom bom (Selena)                     |
| 4     | Enrique                | La nave del olvido (José José)                  |
| 5     | Andrea                 | Verano peligroso (Alejandra Guzmán)             |
| 6     | Manuel                 | No sé tu (Luis Miguel)                          |
| 7     | Erika                  | No podrás (Cristian Castro)                     |
| 8     | Héctor                 | Bella (Manuel Mijares)                          |
| 9     | Víctor, Laura y Myriam | Pero me acuerdo de ti (Cristina Aguilera)       |
| 10    | Raúl                   | El aventurero (Pedro Fernández)                 |
| 11    | Ana Lucía              | Culpable o no (Luis Miguel)                     |
| 12    | Myriam                 | El hombre que yo amo (Myriam Hernández)         |
| 13    | Víctor                 | Por una mujer bonita (Pepe Aguilar)             |
| 14    | Laura                  | Conga (Gloria Estefan)                          |

Opening final: Lo hare por ti, Azul y Una noche más
Intérpretes: Nadia, Andrea, Estrella, Ana Lucía, Erika, Myriam y Laura.
Invitado: Yahir - Alucinado, Persiana americana y Déjame
Ganador: Laura
Eliminado: Enrique

### Homenaje a Grandes Éxitos
Opening: Batido de coco, De mi no te vas a burlar y Otra vez.
- Intérpretes: Héctor, Marco, Nadia, Antonia, Azeneth, Laura, Wendolee, Miguel Ángel,Mauricio, Erika, Alejandro y José Antonio.

| Orden | Intérpretes  | Canción (artista original)                 |
| ----- | ------------ | ------------------------------------------ |
| 1     | Laura        | Ciega sordomuda (Shakira)                  |
| 2     | Wendolee     | Reina de corazones (Alejandra Guzmán)      |
| 3     | Estrella     | Caraluna (Bacilos)                         |
| 4     | Alejandro    | Karma Chameleon (Culture Club)             |
| 5     | Marco        | She bangs (Ricky Martin)                   |
| 6     | Miguel Ángel | La puerta negra (Los Tigres del Norte)     |
| 7     | Héctor       | Salomé (Chayanne)                          |
| 8     | Erika        | Rie y llora (Celia Cruz)                   |
| 9     | Azeneth      | Una emoción para siempre (Eros Ramazzotti) |
| 10    | José Antonio | Mariposa traicionera (Maná)                |
| 11    | Antonia      | Lo dudo (José José)                        |
| 12    | Nadia        | En el 2000 (Natalia Lafourcade)            |
| 13    | Mauricio     | Escapar (Enrique Iglesias)                 |

Openings finales
| Orden | Intérprétes                                                                          | Canción (artista original)                                       |
| ----- | ------------------------------------------------------------------------------------ | ---------------------------------------------------------------- |
| 1     | Mauricio, Miguel Ángel, Marco, Érika, Wendolee, Antonia, Alejandro, Héctor y Azeneth | Mujeres (Ricardo Arjona)                                         |
| 2     | José Antonio, Nadia, Héctor y Azeneth                                                | Popurri Presuntos Implicados, Jarabe de Palo y Alaska y Dinarama |

Ganador: Nadia
Eliminado: Mauricio

### Homenaje a Grandes Duetos
| Orden | Intérpretes                 | Canción (artista original)                          |
| ----- | --------------------------- | --------------------------------------------------- |
| 1     | Víctor García y Raúl        | Maracas (Joan Sebastian y Alberto Vázquez)          |
| 2     | Erika y Víctor García       | Sin miedo a nada (Álex Ubago y Amaia Montero)       |
| 3     | Erika y Myriam              | Odio amarte (Ha*Ash)                                |
| 4     | Myriam y Marco              | Vasos vacíos (Los Fabulosos Cadillacs)              |
| 5     | Adrián y Marco              | Manos vacías (Miguel Bosé)                          |
| 6     | Miguel Ángel y Héctor       | Por ella (José José)                                |
| 7     | Raúl y María Inés           | Me gustas tal y como eres (Luis Miguel)             |
| 8     | Laura, María Inés y Azeneth | Aserejé (Las Ketchup)                               |
| 9     | Laura y Héctor              | Déjame vivir (Rocío Dúrcal y Juan Gabriel)          |
| 10    | Nadia y Alejandra           | Sólo se vive una vez (Azúcar Moreno)                |
| 11    | Miguel Ángel y Azeneth      | Fotografía (Juanes y Nelly Furtado)                 |
| 12    | Nadia, Adrián y Alejandra   | Don't go breanking my heart (Elton John y Kiki Dee) |

Opening final: Perdóname, olvidalo.
- Intérpretes: Nadia, Víctor, Raúl, Erika, Miguel Ángel, Alejandro, Alejandra, Adrián, María Inés, Laura, Héctor, Marco y Azeneth.

Ganador: Miguel Ángel
Eliminado: Alejandra

### Homenaje a México
Opening: Despreciado y El rey.
- Intérpretes: Yahir, Víctor García, Raúl, Freddy,Manuel, Miguel Ángel, Myriam, Antonia, Ana Lucía, Laura, Nadia y Erika.

###### Actuaciones especiales
| Orden | Intérpretes             | Canción (artista original)                            |
| ----- | ----------------------- | ----------------------------------------------------- |
| 1     | Nadia y Raúl            | Amor de los dos (Vicente Fernández)                   |
| 2     | Antonia y Víctor García | Fue un placer conocerte (Rocío Dúrcal y Juan Gabriel) |

| Orden | Intérpretes   | Canción (artista musical)                          |
| ----- | ------------- | -------------------------------------------------- |
| 1     | Rosalía       | Contrabando y traición (Los Tigres del Norte)      |
| 2     | Miguel Ángel  | Te solté la rienda (Vicente Fernández)             |
| 3     | Antonia       | Leña de pirul (Banda Machos)                       |
| 4     | Freddy        | Y todo para qué (Intocable)                        |
| 5     | Ana Lucía     | Te quedó grande la yegua (Alicia Villarreal)       |
| 6     | Manuel        | El cantador (Vicente Fernández)                    |
| 7     | Laura         | Tristes recuerdos (Antonio Aguilar)                |
| 8     | Víctor García | Nunca voy a olvidarte (Cristian Castro)            |
| 9     | Nadia         | La bikina (Luis Miguel)                            |
| 10    | Erika         | Los laureles (Linda Ronstadt)                      |
| 11    | Raúl          | La verdolaga (Totó la Momposina)                   |
| 12    | Myriam        | Ojalá que te vaya bonito (Vicente Fernández)       |
| 13    | Yahir         | Como quién pierde una estrella (Vicente Fernández) |

Openings finales
| Orden | Intérpretes                                               | Canción (artista original)                                                           |
| ----- | --------------------------------------------------------- | ------------------------------------------------------------------------------------ |
| 1     | Myriam, Rosalía, Laura, Nadia, Antonia, Ana Lucía y Erika | Llorar (Lucero), No me queda más (Selena) y cheque en blanco (Paquita la del Barrio) |

| Orden | Intérpretes                                               | Canción                      |
| ----- | --------------------------------------------------------- | ---------------------------- |
| 1     | Raúl, Freddy, Yahir, Manuel, Víctor García y Miguel Ángel | Que no quede huella (Bronco) |

Ganador: Manuel
Eliminado: Rosalía

### Homenaje a Grandes Canciones
| Orden | Intérpretes      | Canción (artista original)                        |
| ----- | ---------------- | ------------------------------------------------- |
| 1     | Alejandro        | Un gato en la oscuridad (Roberto Carlos)          |
| 2     | Estrella         | Caballo viejo (Roberto Torres)                    |
| 3     | Fabricio         | Lloran las rosas (Cristian Castro)                |
| 4     | Raúl             | Que te ha dado esa mujer (Pedro Infante)          |
| 5     | Andrea           | Estabas ahí (Moenia)                              |
| 6     | Myriam y Andrea  | El último adiós (Paulina Rubio)                   |
| 7     | Héctor y Laura   | Hace unos años hoy (Héctor Zamorano y Laura Caro) |
| 8     | Laura            | What's up? (4 Non Blondes)                        |
| 9     | Antonia          | El negro africano (La Sonora Dinamita)            |
| 10    | Nadia            | Piel morena (Thalía)                              |
| 11    | Nadia y Estrella | Yo sé que es mentira (Amaury Gutiérrez)           |
| 12    | Héctor           | Vamos pa' la conga (Ricardo Montaner)             |
| 13    | Adrián           | Provócame (Chayanne)                              |
| 14    | Víctor García    | Una aventura (Grupo Niche)                        |
| 15    | Yahir            | Al final (Emmanuel)                               |
| 16    | Myriam           | No me enseñaste (Thalía)                          |

Openings finales
| Orden | Intérpretes                                               | Canción (artista original)               |
| ----- | --------------------------------------------------------- | ---------------------------------------- |
| 1     | Raul, Víctor, Fabricio, Yahir, Héctor, Adrián y Alejandro | Quien da un peso por mis sueños (El Tri) |

| Orden | Intérpretes                                      | Canción (artista original) |
| ----- | ------------------------------------------------ | -------------------------- |
| 1     | Nadia, Estrella, Laura, Antonia, Myriam y Andrea | El talismán (Rosana)       |

Opening final: Claridad.
- Intérpretes: Adrián, Víctor, Héctor, Raúl, Yahir y Fabricio.

Ganador: Myriam
Eliminado: Alejandro

### Homenaje a La Academia
| Orden | Intérprétes             | Canción (artista original)        |
| ----- | ----------------------- | --------------------------------- |
| 1     | Estrella y Miguel Ángel | Cielo (Federico Vega)             |
| 2     | Nadia y Laura           | Amor a la mexicana (Thalía)       |
| 3     | Héctor y Marco          | Livin la vida loca (Ricky Martin) |
| 4     | Antonia y Raúl          | Yo no fui (Pedro Fernández)       |
| 5     | Yahir y Víctor          | Santa Lucía (Miguel Rios)         |
| 6     | Myriam y Erika          | De mi enamórate (Daniela Romo)    |

Ganador: Héctor
Opening final: El himno de La Academia
- Intérpretes: Todos

Nota: Este Homenaje se transmitió antes de su horario habitual debido al inicio de Estrellas de novela.